# Земуник Доњи
Земуник Доњи је насељено мјесто и сједиште истоимене општине у Равним Котарима, у сјеверној Далмацији. Припада Задарској жупанији, Република Хрватска.

## Географија
Налази се око 12 километара источно од града Задра. У Земунику Доњем се налази Задарски аеродром.

## Историја
Локалитет Градина био је насељен још у праисторијском и античком добу. Турци су освојили Земуник у Кипарском рату 1570. године. Сењски ускоци су га освојили и запалили 1605, а са собом одвели 700 људи. Млечани су 1648. у Земунику населили избегло становништво из Жегара. Године 1682. избио је устанак народа против Хасан-бега Дуракбеговића, када су многи Турци побијени. Недуго затим почео је и Морејски рат (1683) у којем су Турци протерани из Далмације. Млечани су у Земунику дали поседе сердарској породици Смиљанића.
Земуник Доњи се од распада Југославије до јануара 1993. године налазио у Републици Српској Крајини.

## Култура
У насељу се налазе римокатоличке цркве Св. Катарина и Краљица Мира, као и српска православна црква Св. Саве са гробљем, на Градини, која је срушена у рату 1992. године.

## Насељена мјеста
Општину чине три насељена мјеста: Земуник Горњи, Земуник Доњи и Смоковић.

## Становништво
На попису становништва 2011. године, општина Земуник Доњи је имала 2.060 становника, од чега у самом Земунику Доњем 1.540.
Према попису из 1991. године, Земуник Доњи је имао 2.318 становника, од чега 1.793 Хрвата, 276 Срба, 17 Југословена и 232 остала. Према попису становништва из 2001. године, насеље Земуник Доњи је имао 1.466 становника, а као општина 1.903 становника.
| Демографија | Демографија | Демографија |
| Година      | Становника  | Становника  |
| ----------- | ----------- | ----------- |
| 1961.       | 2.472       |             |
| 1971.       | 2.230       |             |
| 1981.       | 2.003       |             |
| 1991.       | 2.318       |             |
| 2001.       | 1.466       |             |
| 2011.       |             | 1.540       |

## Попис 1991.
На попису становништва 1991. године, насељено место Земуник Доњи је имало 2.318 становника, следећег националног састава:
| Попис 1991.‍   | Попис 1991.‍  | Попис 1991.‍ | Попис 1991.‍ | Попис 1991.‍ |
| ------------- | ------------ | ----------- | ----------- | ----------- |
|               |              |             |             |             |
| Хрвати        | Хрвати       |             | 1.793       | 77,35%      |
| Срби          | Срби         |             | 276         | 11,90%      |
| Југословени   | Југословени  |             | 17          | 0,73%       |
| Албанци       | Албанци      |             | 9           | 0,38%       |
| Муслимани     | Муслимани    |             | 2           | 0,08%       |
| Црногорци     | Црногорци    |             | 2           | 0,08%       |
| неопредељени  | неопредељени |             | 22          | 0,94%       |
| непознато     | непознато    |             | 197         | 8,49%       |
| укупно: 2.318 |              |             |             |             |

## Презимена
- Алавања — Православци, славе Св. Јована
- Бијелић — Православци, славе Ђурђевдан
- Вранић — Православци, славе Ђурђевдан
- Гуша — Православци, славе Ђурђевдан
- Ђинић — Православци, славе Св. Николу
- Калапаћ — Православци, славе Св. Николу
- Косовић — Православци, славе Св. Стефана Дечанског
- Луковац — Православци, славе Св. Стефана Дечанског
- Маричић — Православци, славе Ђурђевдан
- Матић — Православци, славе Св. апостола и јеванђелисту Марка
- Репаја — Православци, славе Ђурђевдан
- Шкопеља — Православци, славе Митровдан
- Шкорић — Православци, славе Ђурђевдан